# Тарту (станция)
Та́рту (эст. Tartu raudteejaam) — железнодорожная станция в городе Тарту на линии Таллин — Тарту — Валга/Койдула. Находится на расстоянии 190,1 км от Балтийского вокзала, 92,7 км от станции Койдула и 82,9 км от станции Валга.
На станции Тарту расположено два низких перрона. На станции останавливаются пассажирские поезда, следующие из Таллина, Йыгева, Валга и Койдула. Из Таллина в Тарту скорый поезд идёт около двух часов.

## Пассажирское сообщение по станции
К концу 1958 года, в ходе проведения реконструкции ширококолейных путей, на станции Тарту, так же, как и на других основных станциях: Таллин, Тапа, Кейла, Валга, Юлемисте, Пяэскюла, Сауэ, Йыхви, Вайвара, были удлинены станционные пути. Все пути были поставлены на щебень.
До распада СССР на станции Тарту останавливались пассажирские поезда дальнего следования №175/176 Таллин — Москва (через Тарту — Псков — Бологое), №187/188 «Чайка» Таллин — Минск (через Тарту — Ригу — Вильнюс, «поезд четырех столиц»), №651/652 Таллин — Рига (через Тарту — Валга) и №655/656 Таллин — Псков. Московский и псковский поезда прекратили движение в 2001 году, а минский еще раньше, в 1994 году — главным образом, из-за введения государственных границ у ставших независимыми прибалтийских стран, что вызвало увеличение времени стоянки на приграничных станциях для осуществления паспортного и таможенного контроля и резкое снижение пассажиропотока. Попытки возобновления движения поездов дальнего следования по этим направлениям в 2000-е годы успеха не имели.
В настоящее время станция Тарту постоянно обслуживается только региональными поездами восточного и юго-восточного направления компании Elron, являющейся оператором движения пригородных и региональных поездов по железнодорожным линиям Эстонии.
На станции останавливаются региональные поезда, следующие от станции Таллин (Балтийский вокзал) до конечных станций Тарту (в т.ч. экспресс), Валга (экспресс) и Койдула (экспресс), а также следующие в обратном направлении.
| Предыдущая остановка | Остановка пассажирских поездов на восточных линиях Elron | Следующая остановка |
| Кяркна               | Тарту                                                    | На Койдула:         |
| Кяркна               | Тарту                                                    | Кирси               |
| Кяркна               | Тарту                                                    | На Валга:           |
| Кяркна               | Тарту                                                    | Аардла              |

## Фотогалерея

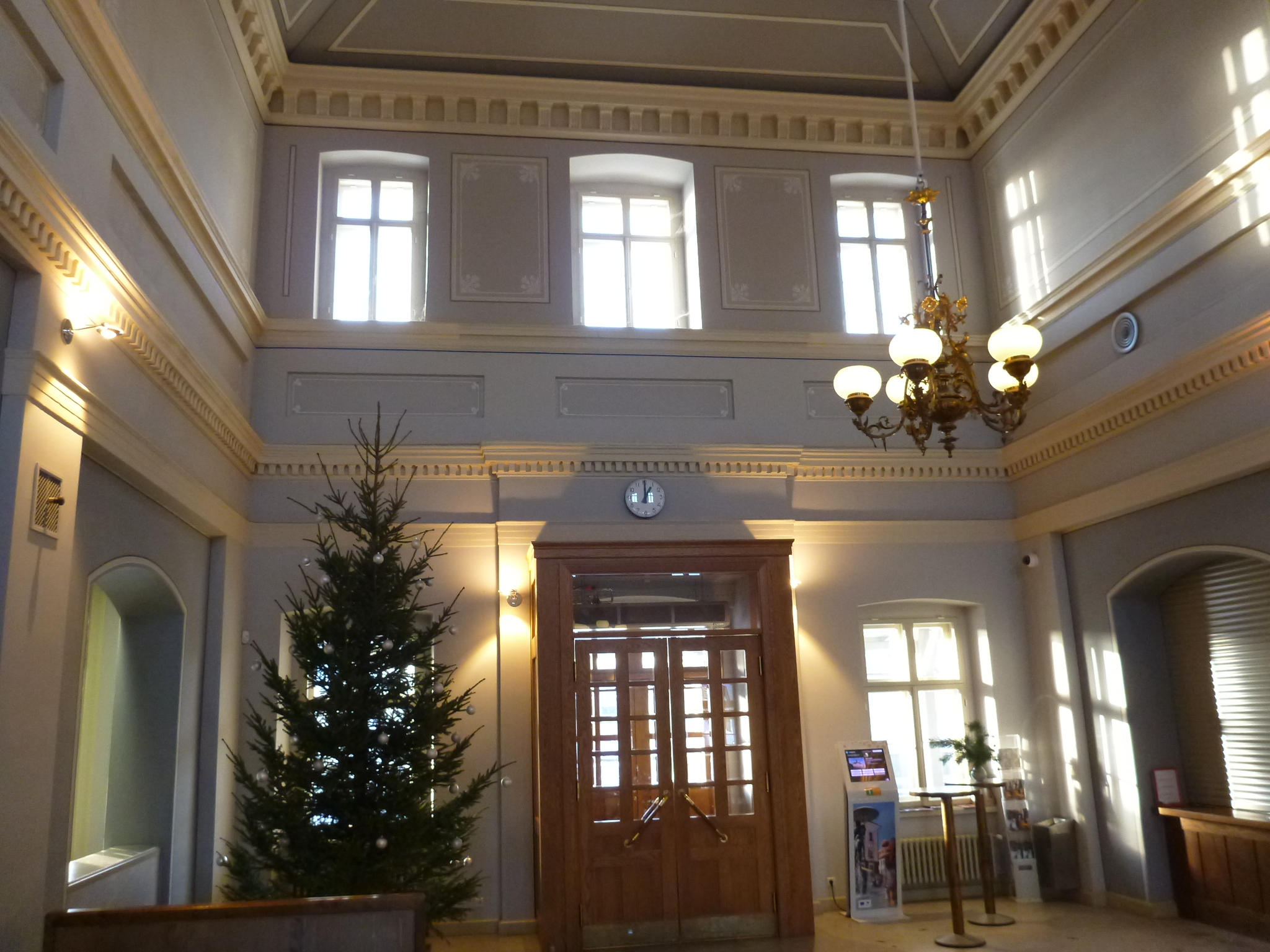
Зал ожидания
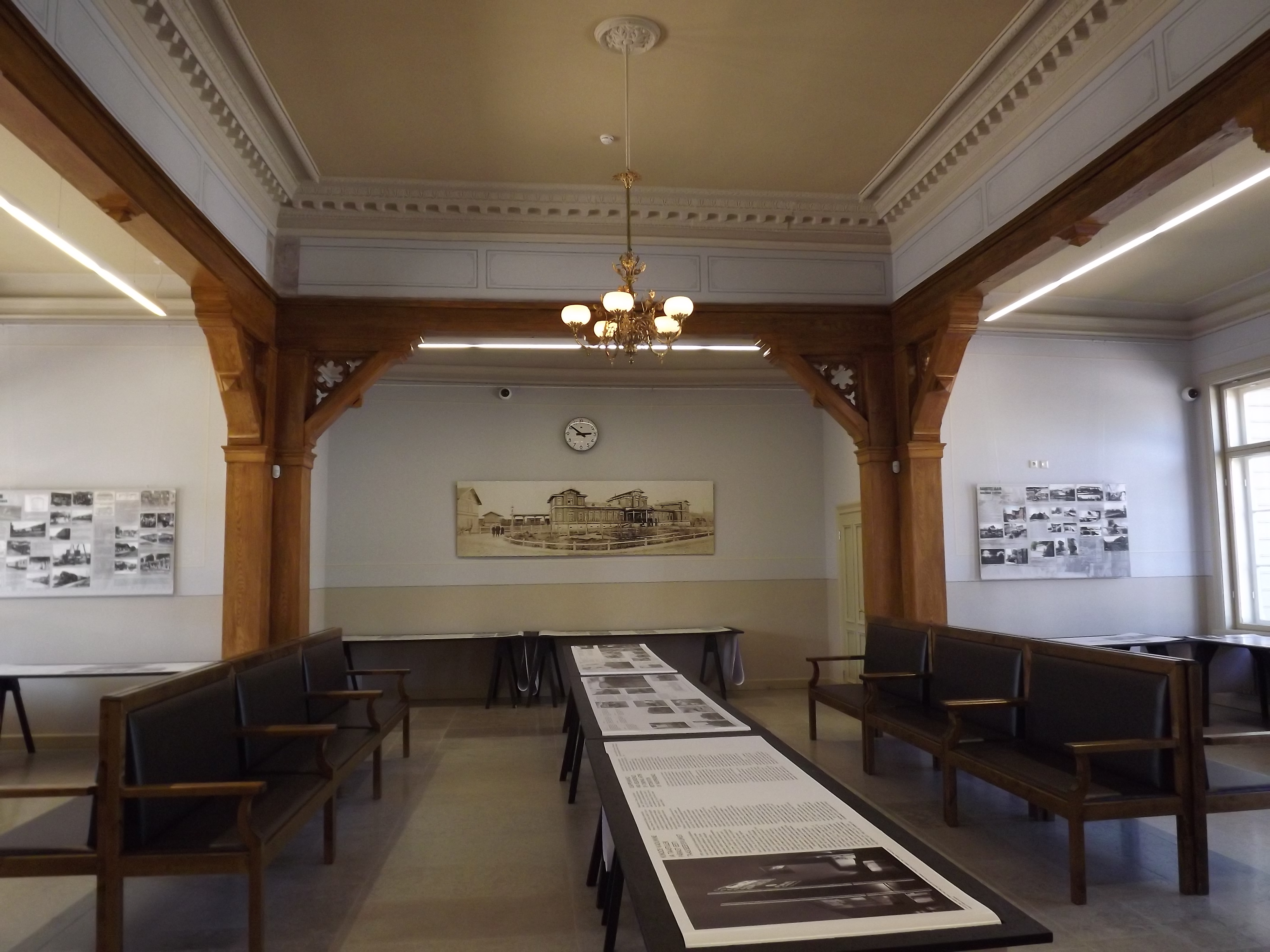
Зал ожидания
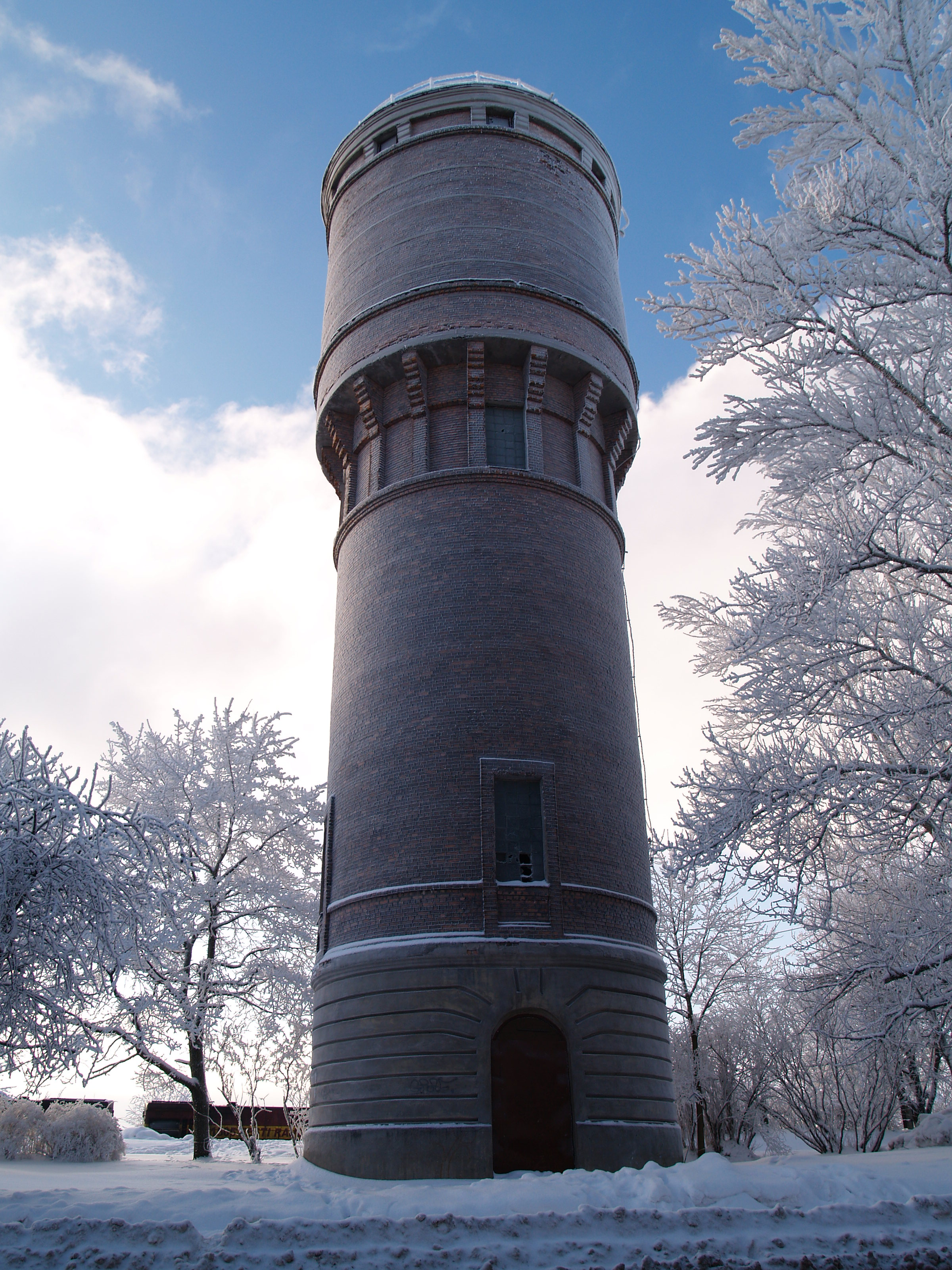
Водонапорная башня
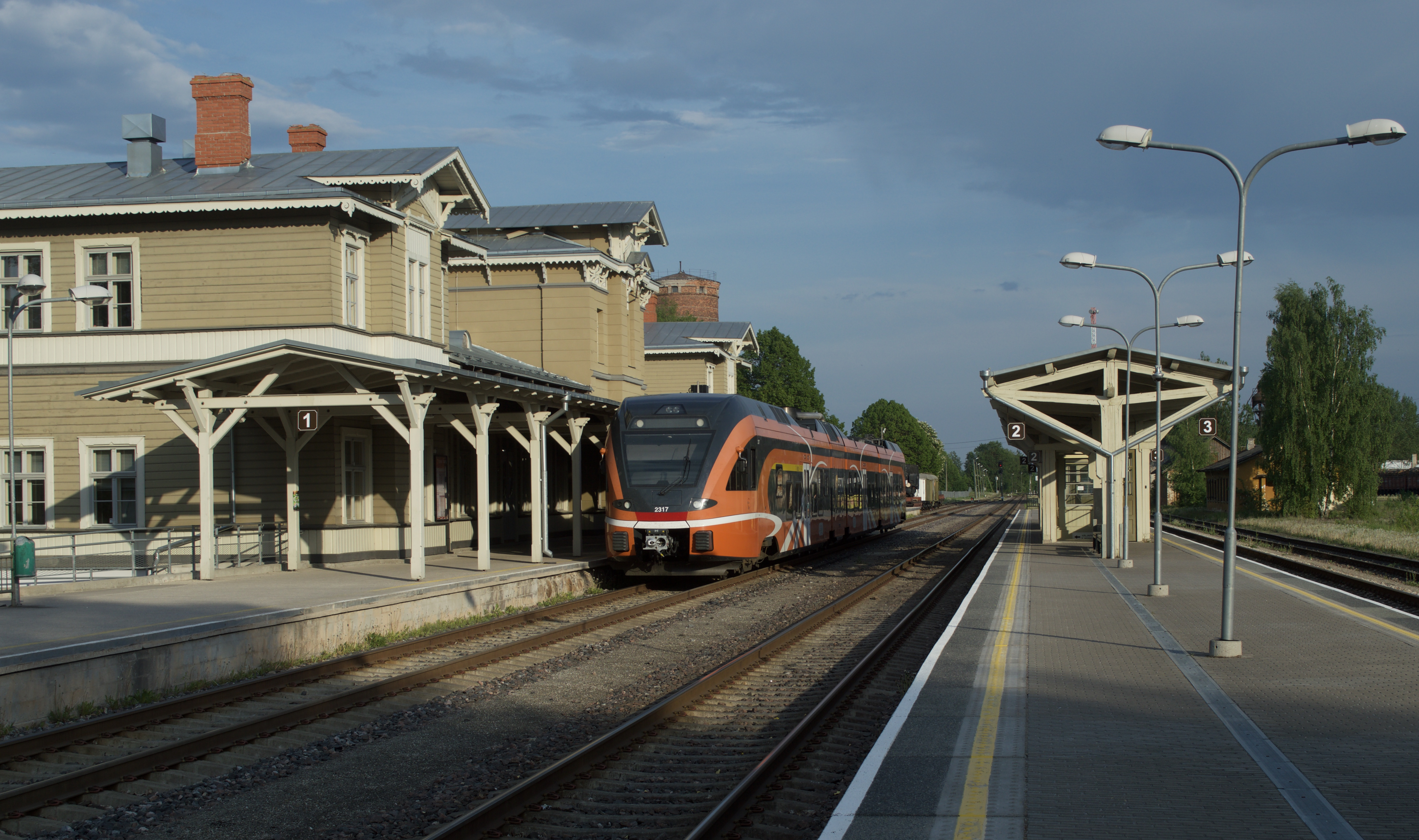
Пассажирский поезд Stadler FLIRT компании оператора Elron на платформе станции.
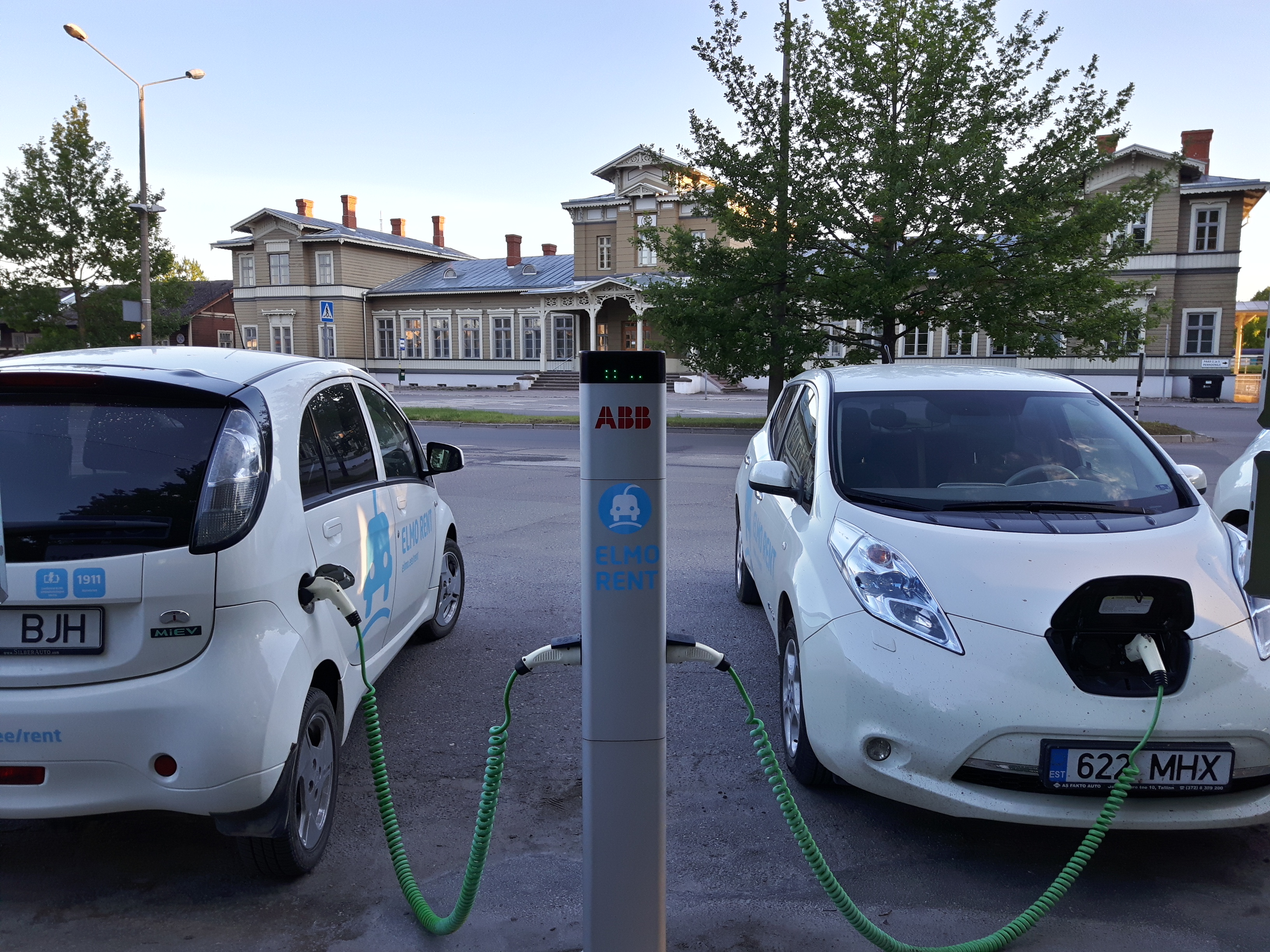
Прокат электромобилей перед станцией
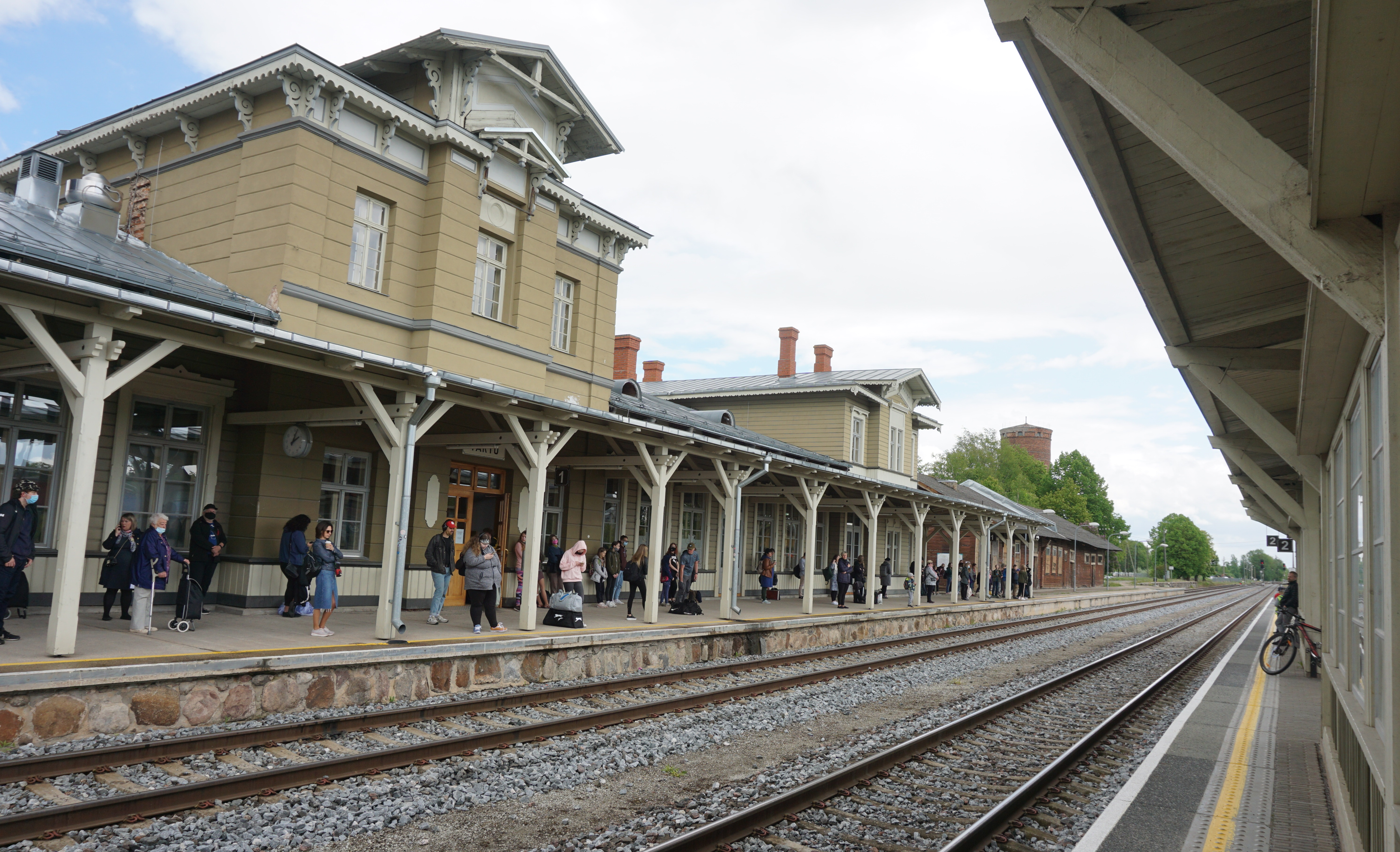
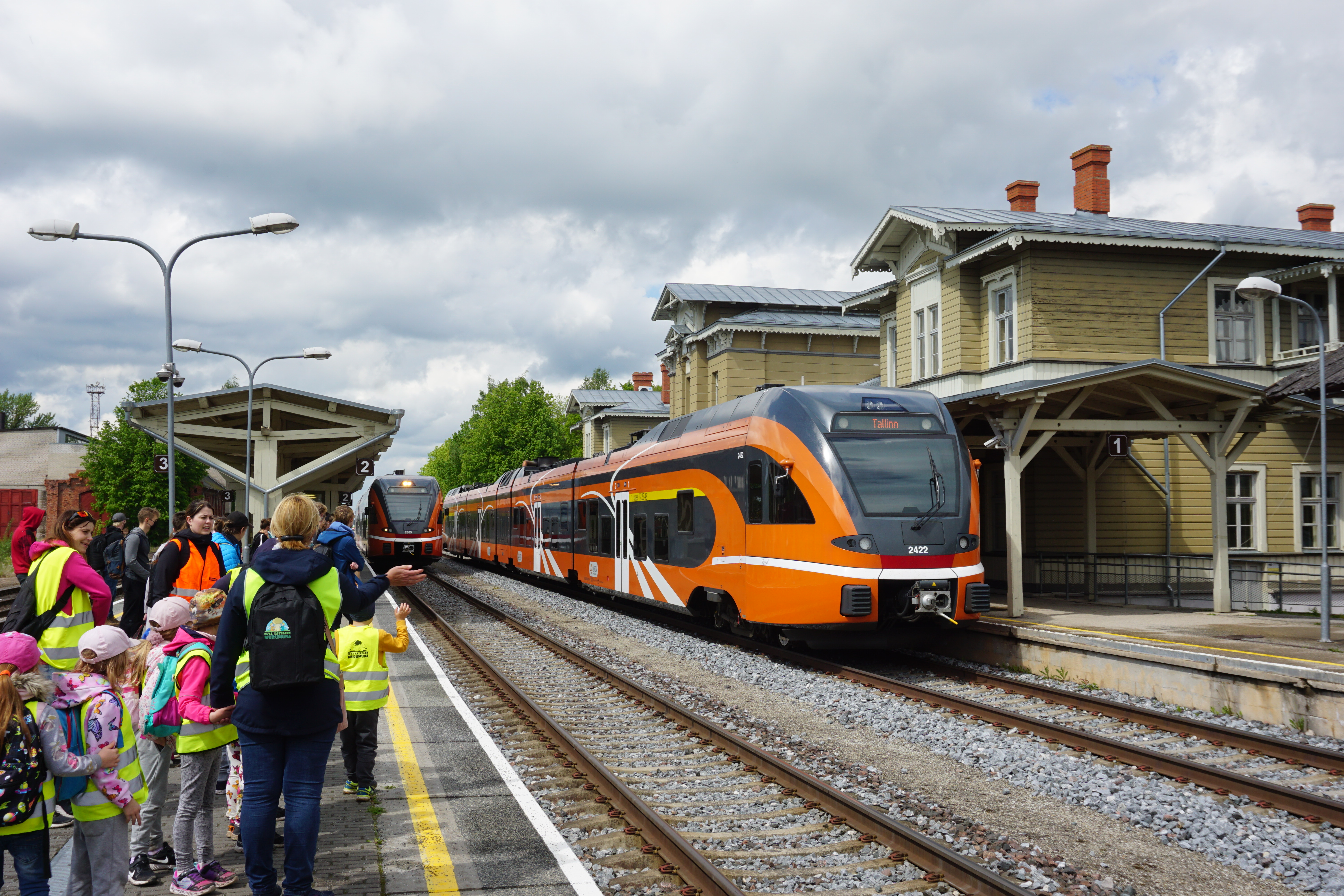
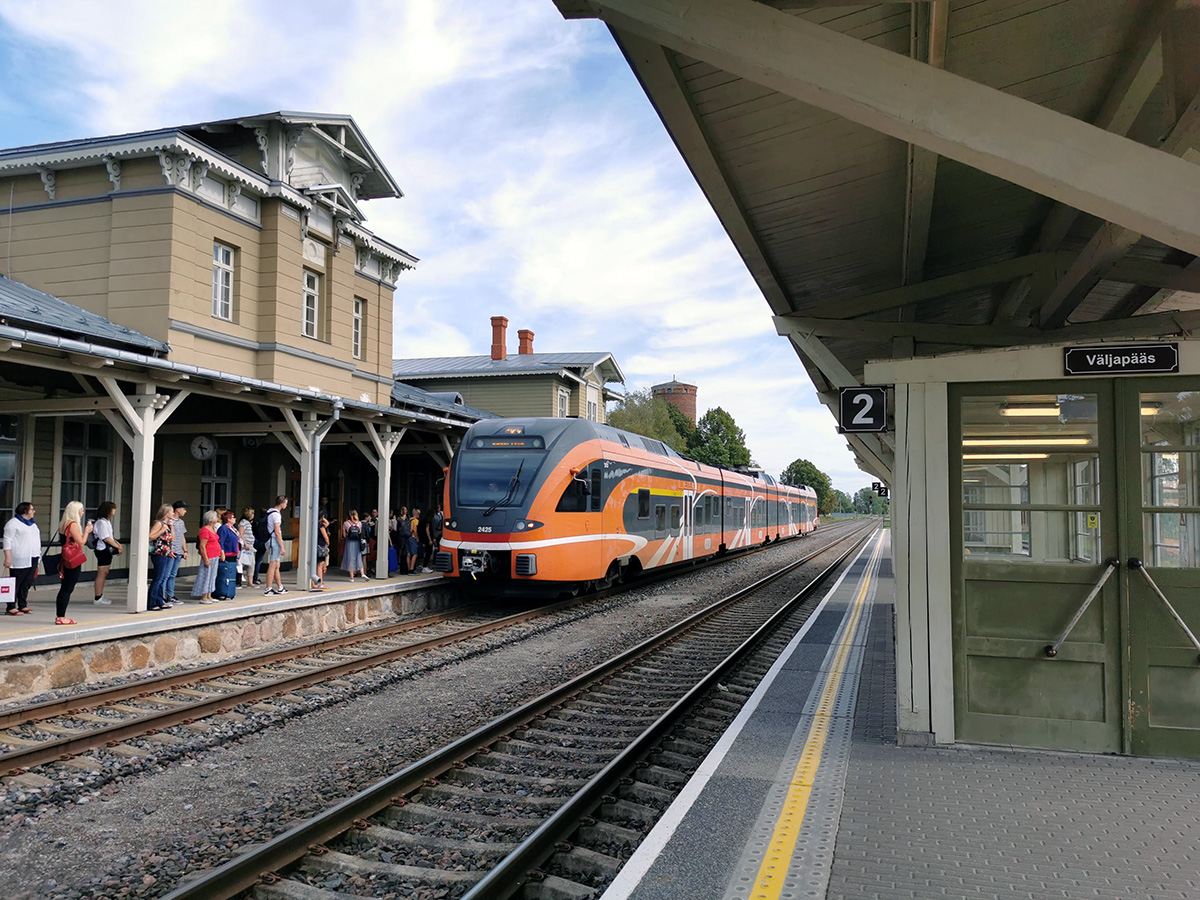

## Комментарии
1. ↑  Эстонские топонимы, оканчивающиеся на -а, не склоняются и не имеют женского рода (исключение — Нарва)[2].